# El largo viaje a un pequeño planeta iracundo
El largo viaje a un pequeño planeta iracundo es la primera novela de ciencia ficción de Becky Chambers publicada en inglés en el año 2014 y ambientada en su universo ficticio: el Galactic Commons. Chambers originalmente la autopublicó a través de una campaña en Kickstarter; posteriormente, fue reeditada por Hodder & Stoughton.

## Sinopsis
Huyendo de su antigua vida, Rosemary Harper se une a la tripulación de múltiples especies de la Wayfarer como archivista y les sigue en sus diversas misiones por toda la galaxia. La novela se centra en el desarrollo del personaje más que en la aventura. Cada miembro de la tripulación tiene una historia en desarrollo o una crisis que enfrentar. Se encuentran con varios entornos alienígenas en el lento camino hacia su destino. Al final, la nave es dañada por alienígenas hostiles, lo que precipita cambios en las relaciones entre los personajes y los coloca en nuevos caminos. 

## Personajes
- Rosemary Harper: una humana nacida en Marte, abandona su planeta natal para unirse a la tripulación de la nave Wayfarer, donde trabaja como archivista de la nave mientras lucha por ocultar su pasado.
- Ashby Santoso, el capitán de la Wayfarer que creció en la Flota del Éxodo. Familiarizado con la vida en el espacio, mantiene al resto de la tripulación bajo control.
- Dr. Chef: un Grum, llamado así porque es médico y chef a bordo de la Wayfarer.
- Kizzy Shao, uno de los dos técnicos del Wayfarer . Extremadamente hablador.
- Jenks, el otro técnico de la Wayfarer. Más bajo que la mayoría de personas en el Galactic Commons, pero elige no cambiar esta característica.
- Sissix, un Aandrisk y piloto de la Wayfarer. Cuando no está volando la nave, parece pasar el resto de su tiempo discutiendo con Corbin.
- Corbin, humano y el algólogo de la nave. De mal genio y no tan amigable como el resto de la tripulación, prefiere no abandonar los laboratorios de algas donde cultiva el combustible de la Wayfarer .
- Lovelace: referido por la tripulación como Lovey, Lovelace es la IA a bordo de la Wayfarer que ejecuta los procesos en la nave y ayuda durante las comunicaciones.
- Ohan-Sianat Pair, el navegante de la nave; son capaces de comprender las complejidades de la subcapa y dirigir a Sissix a dónde ir. Son solitarios.

## Producción
En el año 2012, Becky Chambers comenzó una campaña de micromecenazgo en Kickstarter, con la esperanza de recaudar $2,500 para poder trabajar medio tiempo durante dos meses y, así, terminar el libro. Ella declaró su intención de encontrar una editorial tradicional, pero señaló que la autopublicación sería una opción alternativa. 
A finales de febrero de 2013, anunció la finalización del libro y adquirió un agente literario. El libro fue publicado por Hodder & Stoughton en 2015.

## Recepción
Fue preseleccionado para el Premio Arthur C. Clarke 2016 y le valió a Chambers una nominación para el "Premio Sydney James Bounds 2016 al Mejor Recién Llegado" en los British Fantasy Awards. Fue la primera novela autopublicada en ser preseleccionada para el Kitschies Golden Tentacle a la Mejor Novela Debut.
The Guardian la llamó "un tour de force silenciosamente profundo y humano que aborda la política y las cuestiones de género con un optimismo refrescante". Io9 lo consideró "emocionante, aventurero y... acogedor", y comparable a "los mejores universos de ópera espacial".
Adam Roberts sintió que era "una gran cantidad de diversión del estilo ópera espacial, con algunas perspectivas interesantemente matizadas acerca del género entretejido en su conjunto", mientras que James Nicoll observó que, aunque el escenario evocaba el juego de rol Traveler, le "recordó con más fuerza el cuento de James Tiptree, Jr. 'Y desperté y me encontré aquí en la fría ladera'... eso si James Tiptree, Jr. en lugar de ser implacable, inexpresivamente deprimente, hubiera sido un optimista alegre". Linda Wilson de Strange Horizons elogió a Chambers por retratar conversaciones naturalistas y por su exposición, y por las relaciones entre los personajes.
En el Financial Times, James Lovegrove lo describió como "CF para la generación Tumblr, una historia agradable de inconformidad, fluidez de género, multiculturalismo y relaciones sexuales poco ortodoxas", y "perfectamente agradable", pero lo culpó porque "le faltaba algo de... tensión dramática". Del mismo modo, Adrienne Martini de Locus afirmó que si bien la apertura de la novela fue "hierba gatera para los fanáticos de la ópera del espacio", y aunque sentía que los lectores van a "amar a estos personajes y el universo exquisitamente desarrollado que habitan", en última instancia, "no sucede gran cosa" hasta las últimas 40 páginas. Sin embargo, Martini enfatizó que vale la pena leer la novela debido a sus personajes y a su construcción de mundos. En Tor.com, Niall Alexander señaló que, aunque no es un "tremendo taquillazo" y aunque tiene una "trama simplista (que) no puede competir ni con la profundidad y complejidad del elenco de personajes de Chambers ni con la sensación de asombro que sugiere su escenario estelar", es sin embargo un "deleite" y una "alegría genuina". En última instancia, Alexander llegó a la conclusión de que la novela "no es realmente acerca del epónimo planeta iracundo - se trata del largo viaje para llegar ahí."